# Castromediano
Castromediano è l'unica frazione del comune di Cavallino, in provincia di Lecce, dal cui centro dista circa 3 km.
La frazione è parte integrante dell'area urbana di Lecce, dal cui centro dista 2 km. 

## Toponomastica
Deve il suo nome al duca di Cavallino Sigismondo Castromediano, nato nel 1811 dal Duca Domenico II Castromediano e dalla marchesa Anna Teresa Balsamo.

## Storia
Nasce nel secondo dopoguerra con la costruzione di alcune abitazioni, che costituivano un nucleo denominato Case Sparse, nelle campagne intorno a Cavallino. In pochi anni il nucleo originario si ampliò notevolmente grazie anche alla vicinanza col capoluogo provinciale Lecce. L'espansione congiunta del borgo e della città di Lecce portarono le due aree urbane a fondersi. 
Attualmente Castromediano è caratterizzato dalla presenza di numerose attività produttive e commerciali orbitando attorno all'economia del capoluogo salentino.